# Университет Шейха Анты Диопа
Университет Шейха Анты Диопа, UCAD (фр. Université Cheikh-Anta-Diop), ранее Дакарский университет (фр. Université de Dakar) — государственное высшее учебное заведение в Дакаре, (Сенегал). Основан 24 февраля 1957 года. С марта 1987 года носит имя сенегальского учёного Шейха Анты Диопа.

## История
Университет имени Шейха Анты Дьопа был сформирован из нескольких учебных заведений, созданных колониальной администрацией Французской Западной Африки. Старейшим из них была, основанная в 1918 году в Дакаре, Медицинская школа Французской Западной Африки, в которой обучались европейцы и мулаты, а также небольшая часть представителей африканской элиты из Четырёх коммун с номинальным французским гражданством. В 1936 году, при правительстве Народного фронта во Франции, в Дакаре был основан Французский институт Чёрной Африки.
В 1950-х годах колониальная администрация расширила местные учебные заведения. 24 февраля 1957 года был учреждён Дакарский институт высшего образования, приписанный к Парижскому и Бордоскому университетам. 9 декабря 1959 года был официально открыт Дакарский университет, ставший крупнейшим учебным заведением во Французской Западной Африке. 30 марта 1987 года университету было присвоено имя сенегальского философа и антрополога Шейха Анты Дьопа.
В 1960 году, после провозглашения независимости Сенегала, в университете обучались 1018 студентов, из которых только 39 % были сенегальцами, остальные были выходцами из других французских колоний в Африке. К 1976 году численность студентов достигла 8014 человек.
Во время экономического кризиса в 1970-х годах, финансирование высшего образования в Сенегале со стороны государства было сокращено. В течение длительного времени образование в стране поддерживали международные организации. В 1980-х годах около 20 % финансирования, которое выделялось Всемирным банком на образование в Сенегале, тратилось на высшие школы, но к середине 1990-х годов эта цифра снизилась до 7 %. Тем не менее, университет имени Шейха Анты Дьопа смог сохранить репутацию одного из самых престижных учебных заведений в Африке. В 2000 году степень бакалавра в нём защитили 9000 человек. В 2011 году в университете обучалось почти 69 000 студентов. Выпускниками университета являются многочисленные сенегальские политики и учёные. С 2000 по 2010 год бюджет учебного заведения увеличился с 13 до 32 миллионов евро.

## Девиз
На фронтоне главного здания университета можно прочитать девиз учебного заведения: «Lux mea lex», что переводится с латыни, как «Свет — мой закон». Девиз был предложен сенегальским поэтом и политическим деятелем Леопольдом Седаром Сенгором.

## Эмблема
Эмблема университета была разработана профессором Теодором Моно и принята ректором Люсьеном Пэ. На ней изображены две лошадиные антилопы, стоящие напротив друг друга и символизирующими плодородие, изобилие и размножение; по обе стороны от антилоп изображены факелы, символизирующие просвещение и знание.

## Структура
Система образования построена по французскому образцу, а устные и / или письменные выпускные экзамены проводятся в конце года. Все курсы в университете преподаются на французском языке, кроме курсов языков коренных народов Сенегала. Университет состоит из шести факультетов, четырёх школ и двенадцати институтов. Абитуриентам предлагаются курсы обучения в области гуманитарных наук, инженерии, медицины, финансов, бухгалтерского учёта и права. Университет присуждает степени бакалавра, бакалавра медицины, магистра, доктора философии и доктора музыкальных искусств.
Медицинский факультет имеет кафедры фармакологии, медицинских исследований и хирургии. Университет также включает в себя Институт наук об окружающей среде (ISE) и Институт наук о Земле (ISE). Фундаментальный институт Чёрной Африки (IFAN), сформировавшийся из Французского института Чёрной Африки и включённый в состав Дакарского университета в 1960 году, является одним из влиятельных международных исследовательских центров, занимающихся изучением африканской культуры. Институт курирует Музей африканского искусства имени Теодора Моно со всемирно известным собранием.
Дакарский центр прикладной лингвистики (CADU) является главным высшим учебным заведением в Сенегале, который занимается орфографической стандартизацией языка волоф. Лингвистические исследования в центре включают такие дисциплины, как философия, социология, история, география, лингвистика, литература, иностранные языки (арабский, русский, английский, испанский, португальский, итальянский, немецкий и латынь). Центр является членом Федерации университетов исламского мира.
Университет курирует языковую школу — Французский институт для иностранцев (IFE), которая специализируется на преподавании французского языка иностранным студентам, готовящимся к обучению на французском языке. Университет сотрудничает с Колледжем Уэлса, университетами Индианы и Орегона в США и многочисленными европейскими высшими учебными заведениями. Иностранные студенты, участники программы, как правило, проходят обязательный курс по французскому языку и введению в язык волоф во Французском институте для иностранцев.

## Кампус
Кроме сенегальцев, в университете обучаются студенты из Чада, Буркина-Фасо, Кот-д'Ивуара, Того, Бенина, Нигерии, Мавритании, Мали, Марокко, Руанды, Камеруна, Франции, Бельгии, США и Великобритании. В учебном заведении иногда проходят студенческие забастовки в знак протеста против государственной и университетской политики; наиболее заметная из них произошла во время президентских выборов 1993 года. Кампус может обеспечить жильём только 5000 человек из почти 70 000 студентов, остальные снимают жильё за пределами кампуса, в близлежащем районе.
В университетском кампусе произошёл ряд резонансных случаев насилия. В 2016 году сенегальское ЛГБТ-сообщество заявило, что с 2012 года в учебном заведении имели место десять случаев насилия в отношении представителей ЛГБТ со стороны гомофобов. Одно из таких нападений, после университетских беспорядков, привело к смерти студента, которого подозревали в гомосексуальной ориентации. Беспорядки последовали за попыткой задержать студента, который попытался укрыться от преследователей в офисе охраны в университете. Сообщалось также об актах самосожжения и столкновениях между полицией и студентами, когда последние безуспешно пытались получить свои стипендии или оспаривали систему оценки успеваемости.